# Kees Royaards
Cornelis Willem (Kees) Royaards (Amsterdam, 21 februari 1906 – Beemster, 16 januari 1970), telg uit het patriciaatsgeslacht Royaards, was een Nederlandse architect die bekend werd vanwege zijn werk op het gebied van het restaureren van historische gebouwen.

## Biografie

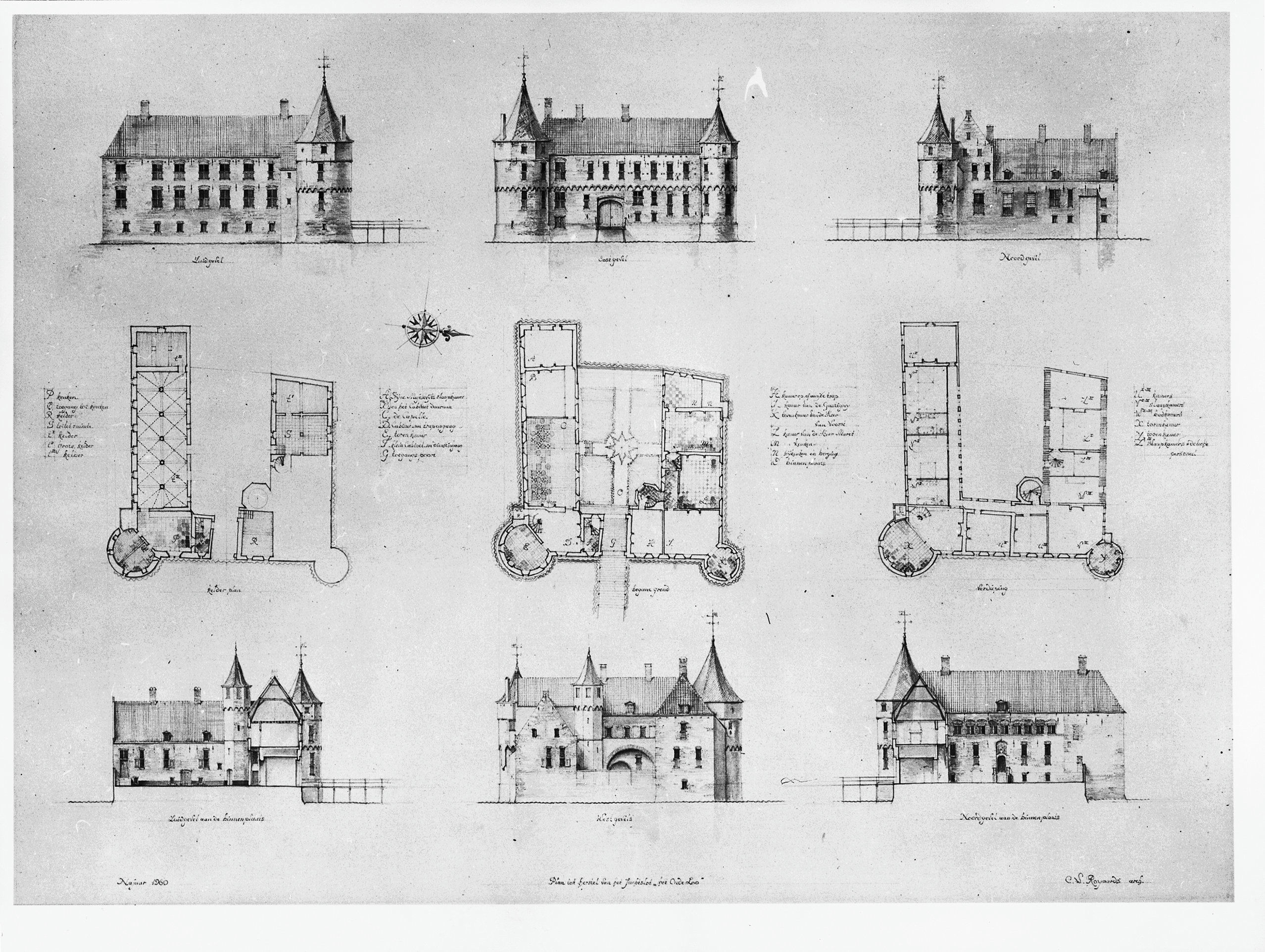
Tekeningen met maten van Het Oude Loo, gemaakt door Kees Royaards

### Jeugd
Kees Royaards, vaak genoemd als C.W. Royaards, was een zoon van de Amsterdamse acteur en regisseur dr. Willem Royaards en actrice Jkvr. Jacqueline Sandberg. Zijn broers waren net als zijn ouders kunstzinnig ingesteld. Zijn broer Johan Jacob (Hans) Royaards (1902-1975) werd kunstschilder en Benjamin Lucien (Ben) Royaards (1904-1966) zou een carrière maken als acteur en regisseur. De jonge Kees Royaards stond model voor het schilderij “De Jeugdige Prins” van Isaac Israëls. Royaards bezocht het Amsterdams Lyceum, maar zou voortijdig afhaken. Pogingen van zijn ouders om hem op een andere school zijn diploma te laten behalen zouden op niets uitmonden. Kees Royaards bleek evenwel een voorliefde voor architectuur te hebben, reden waarom zijn ouders de architecten Hendrik Petrus Berlage en Karel de Bazel om raad vroegen. Beiden kwamen tot de conclusie dat een studie aan de Technische Universiteit Delft niets voor hem zou zijn, maar dat het meer voor de hand zou liggen om hem direct als leerling bij een architectenbureau onder te brengen. Het bleek een verstandige keuze, want Royaards bleek inderdaad een talent voor architectuur te bezitten.

### Loopbaan
Royaards bouwde aan zijn reputatie bij het architectenbureau van Herman Baanders, die een belangrijk vertegenwoordiger was van de bouwstijl van de Amsterdamse School. Hij zou bevriend raken met beeldhouwer Jan Bronner, die diverse opdrachten voor hem zou uitvoeren bij bouwwerken. Kees Royaards zou zich na verloop van tijd steeds meer gaan bezighouden met de restauratie van historische gebouwen. Daarbij zou hij onder meer samenwerken met prof. dr. Jaap Renaud (1911–2007), een beroemd archeoloog en de eerste Nederlandse hoogleraar kastelenkunde. Royaards bleek bijzonder bekwaam als restauratiearchitect en zou een aantal voorname projecten op zijn naam schrijven. In Schoorl bouwde hij in historiserende stijl het huis “De Oorsprong”, waarin hij zelf ging wonen. Een van zijn laatste projecten was de restauratie van het Jan van Riebeeckhuis in Culemborg, welke hij niet voltooid heeft gezien.

#### Werken
Voorbeelden van werken van Kees Royaards:

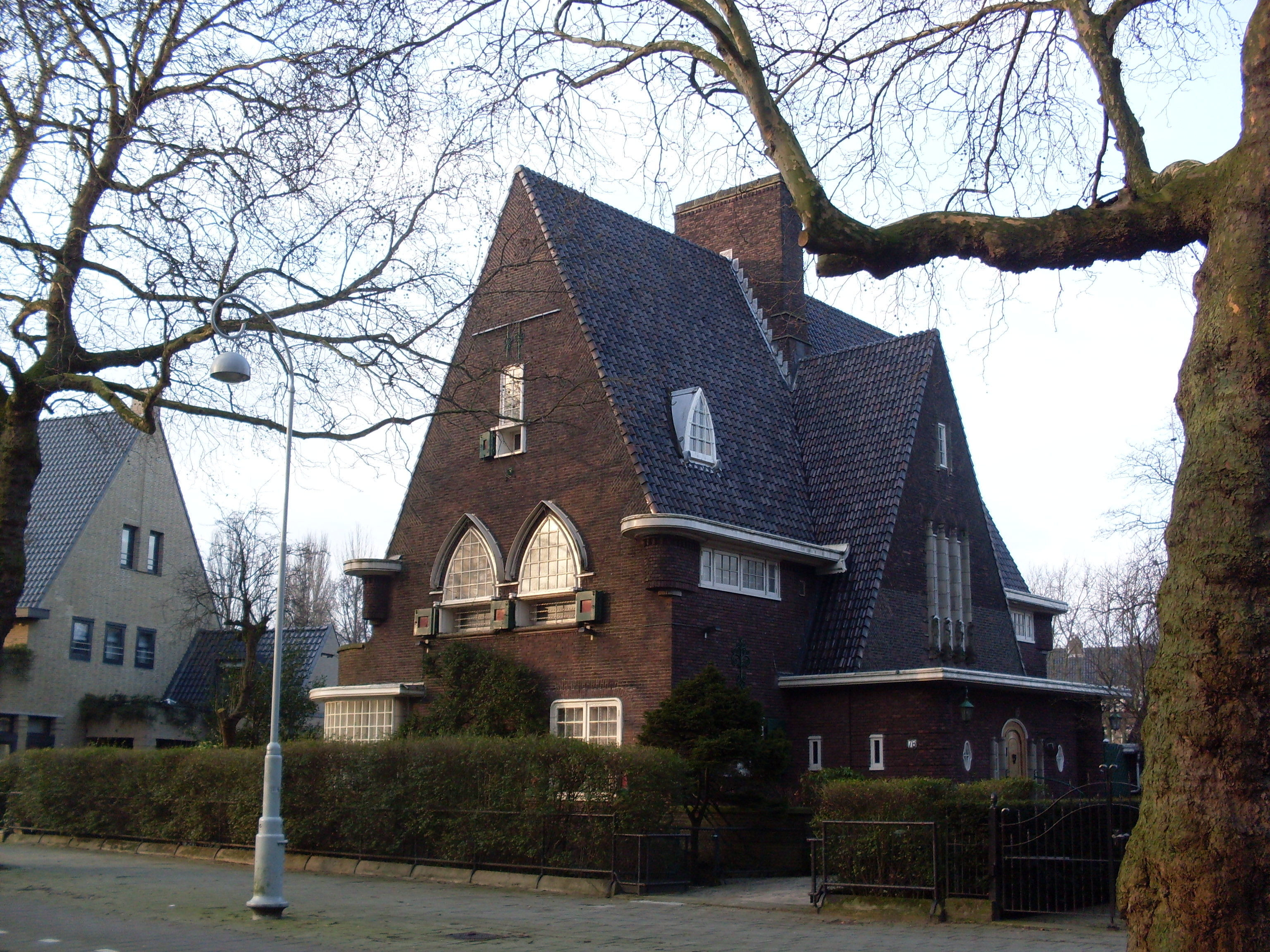
Apollolaan 178 in Amsterdam (1926), ontworpen door Royers, waarvoor Mari Andriessen het beeldhouwwerk vervaardigde
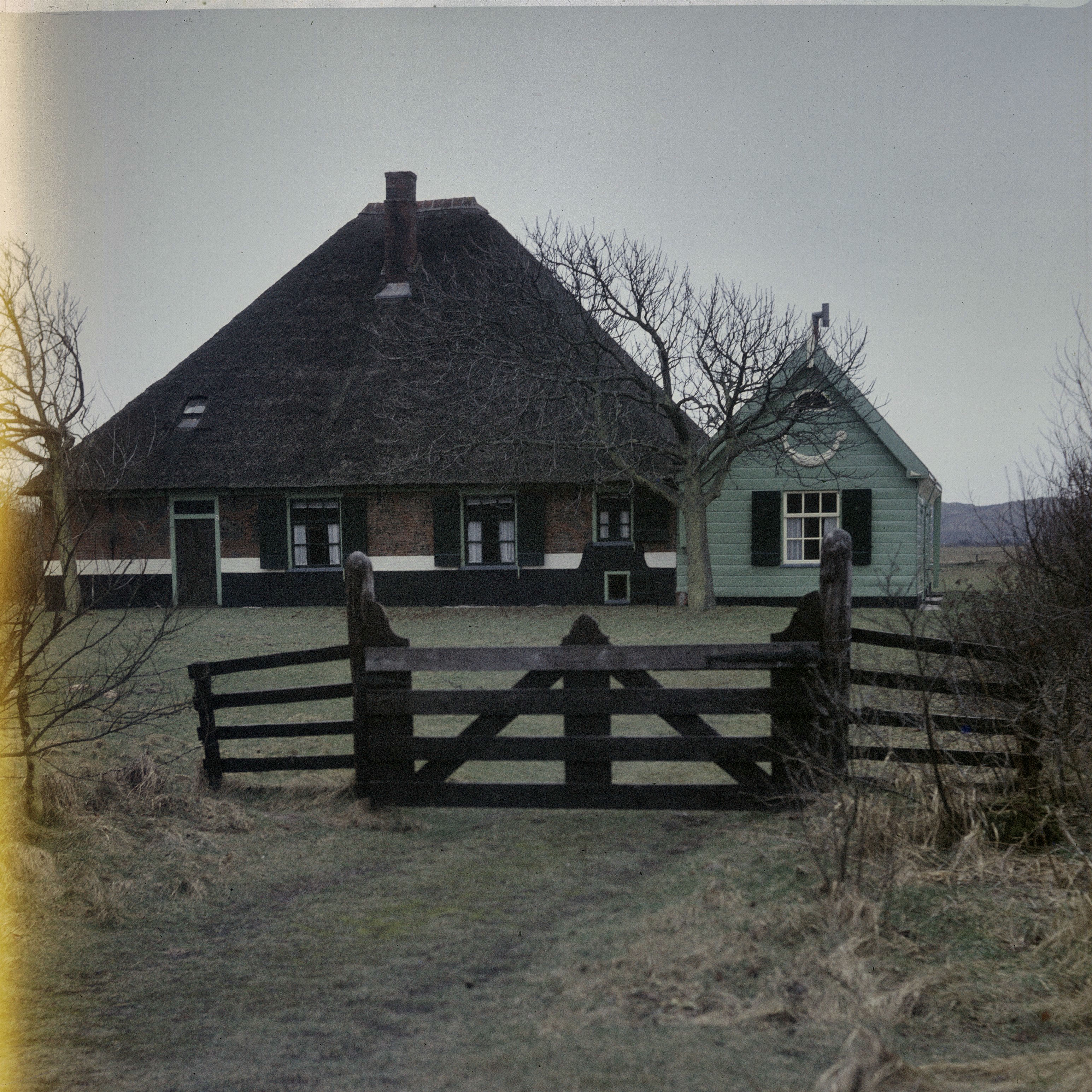
Duinboerderij “Vogelwater” (ook: “Berwout”) in Egmond aan den Hoef (1934, restauratie)
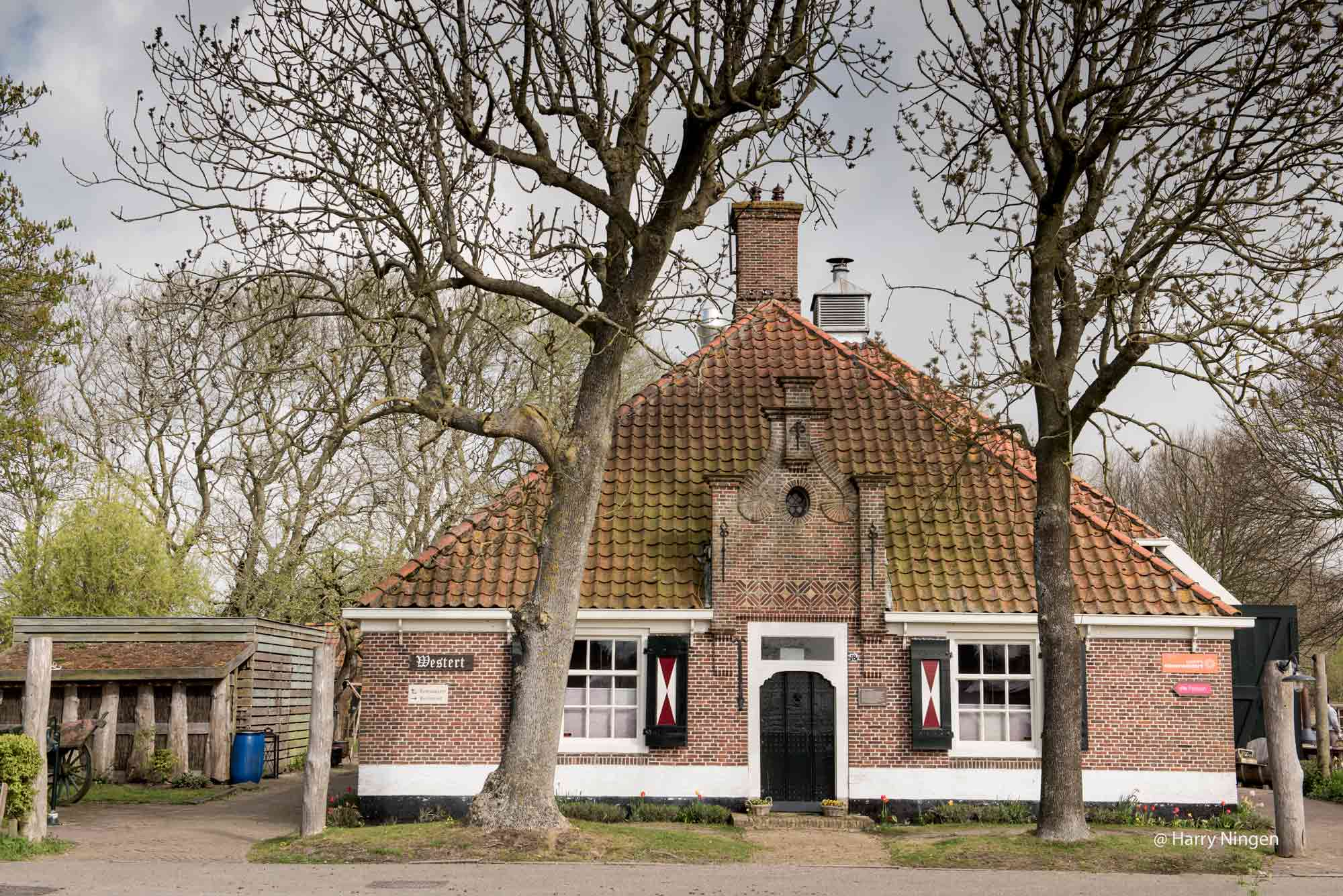
Stolpboerderij “Westert” in Egmond Binnen (1936, restauratie)
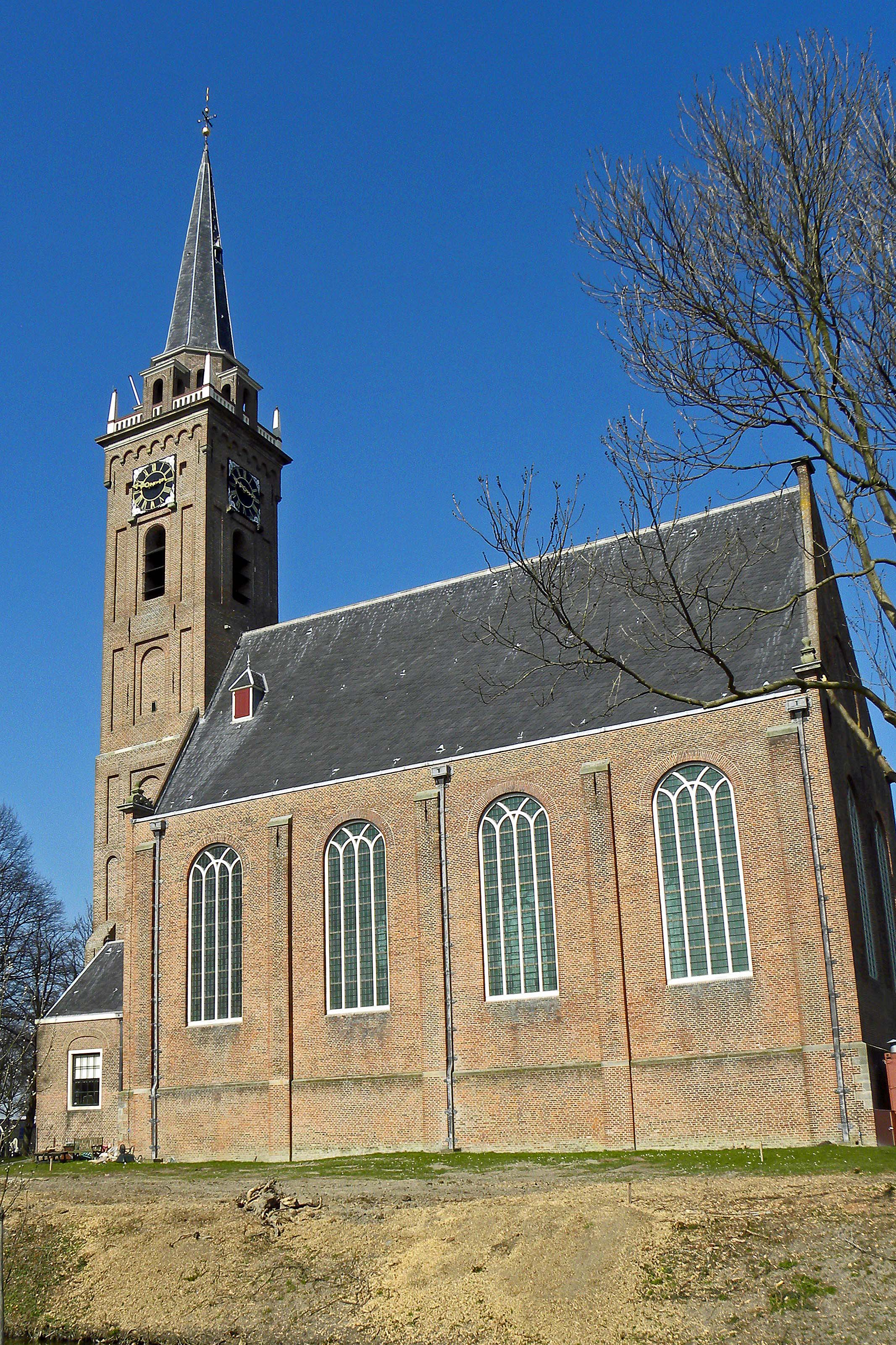
Kerk in de Midden te Middenbeemster (1950-1959, restauratie)
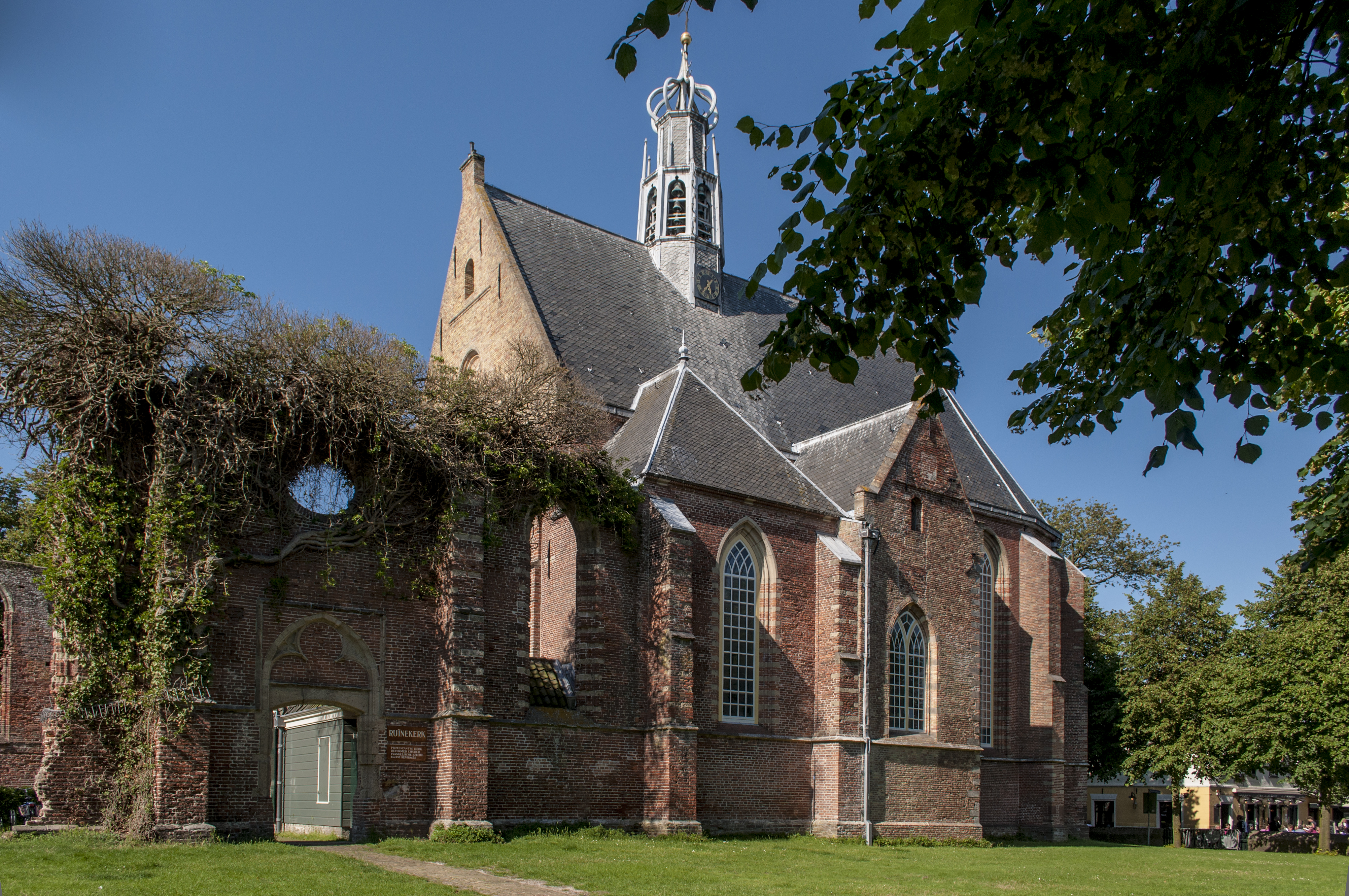
Ruïnekerk te Bergen (1955-1961, restauratie)

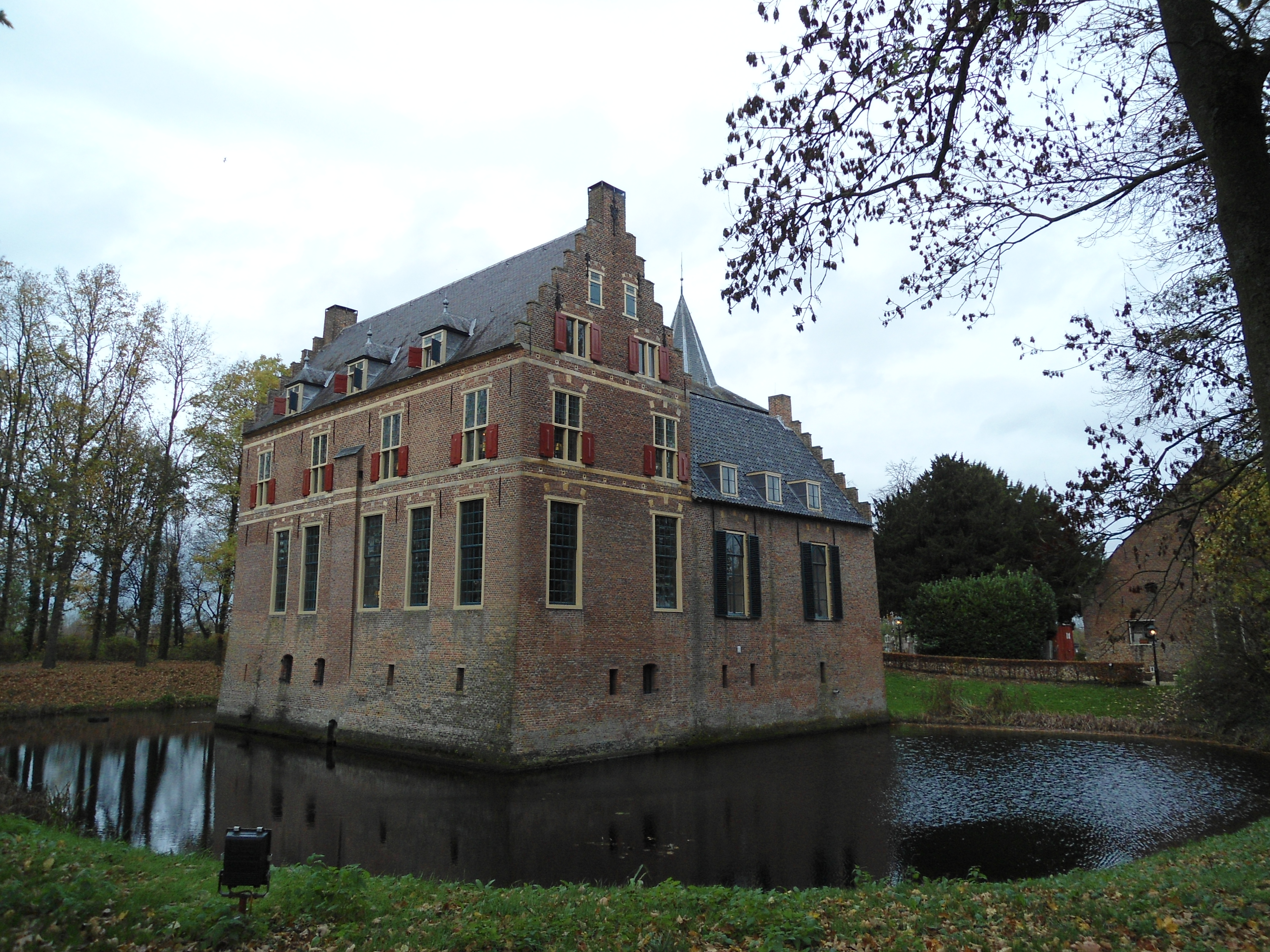
Kasteel Wijenburg te Echteld (v.a. 1957, restauratie)
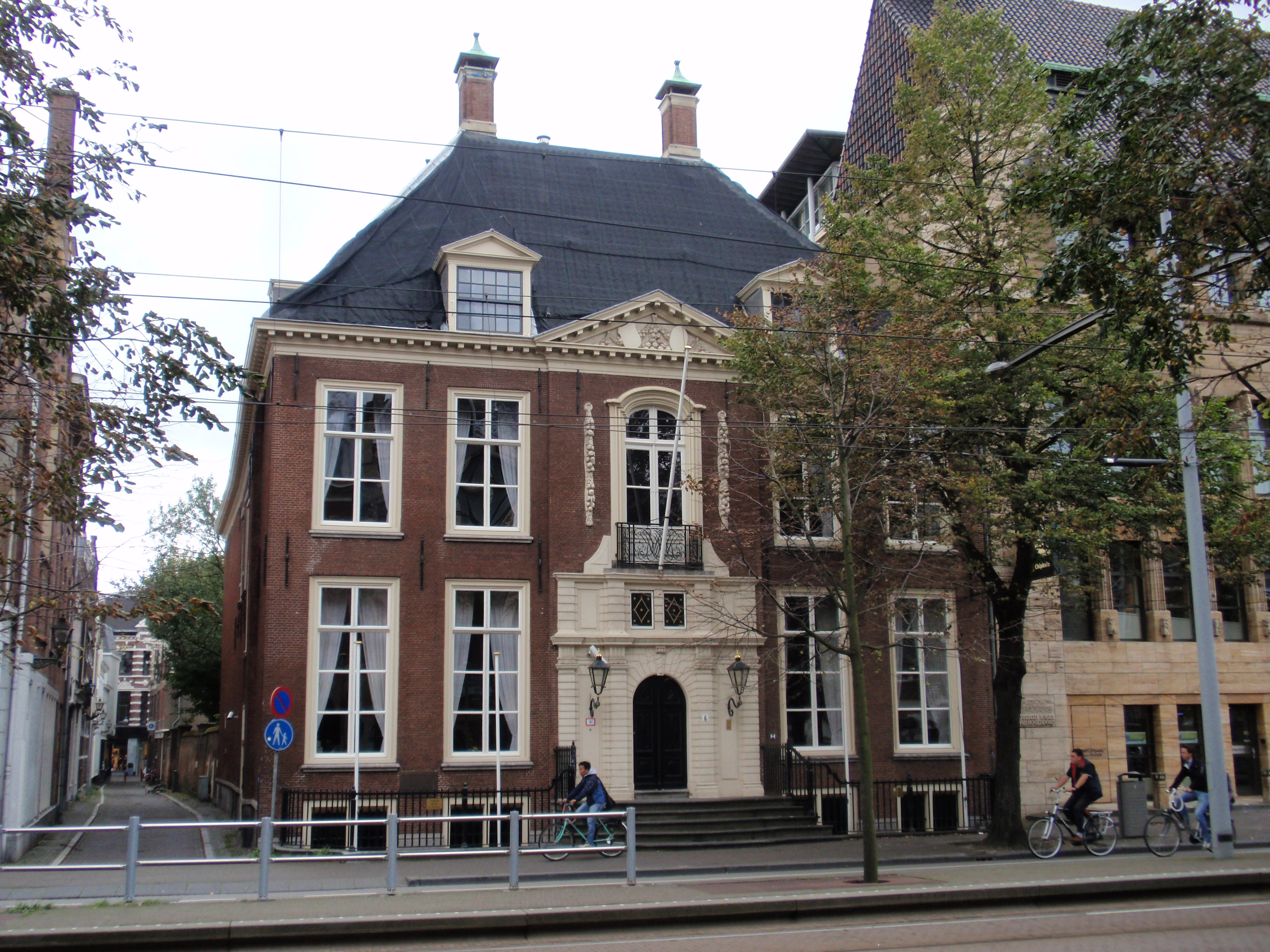
Johan de Witthuis in Den Haag (v.a. 1960, restauratie)
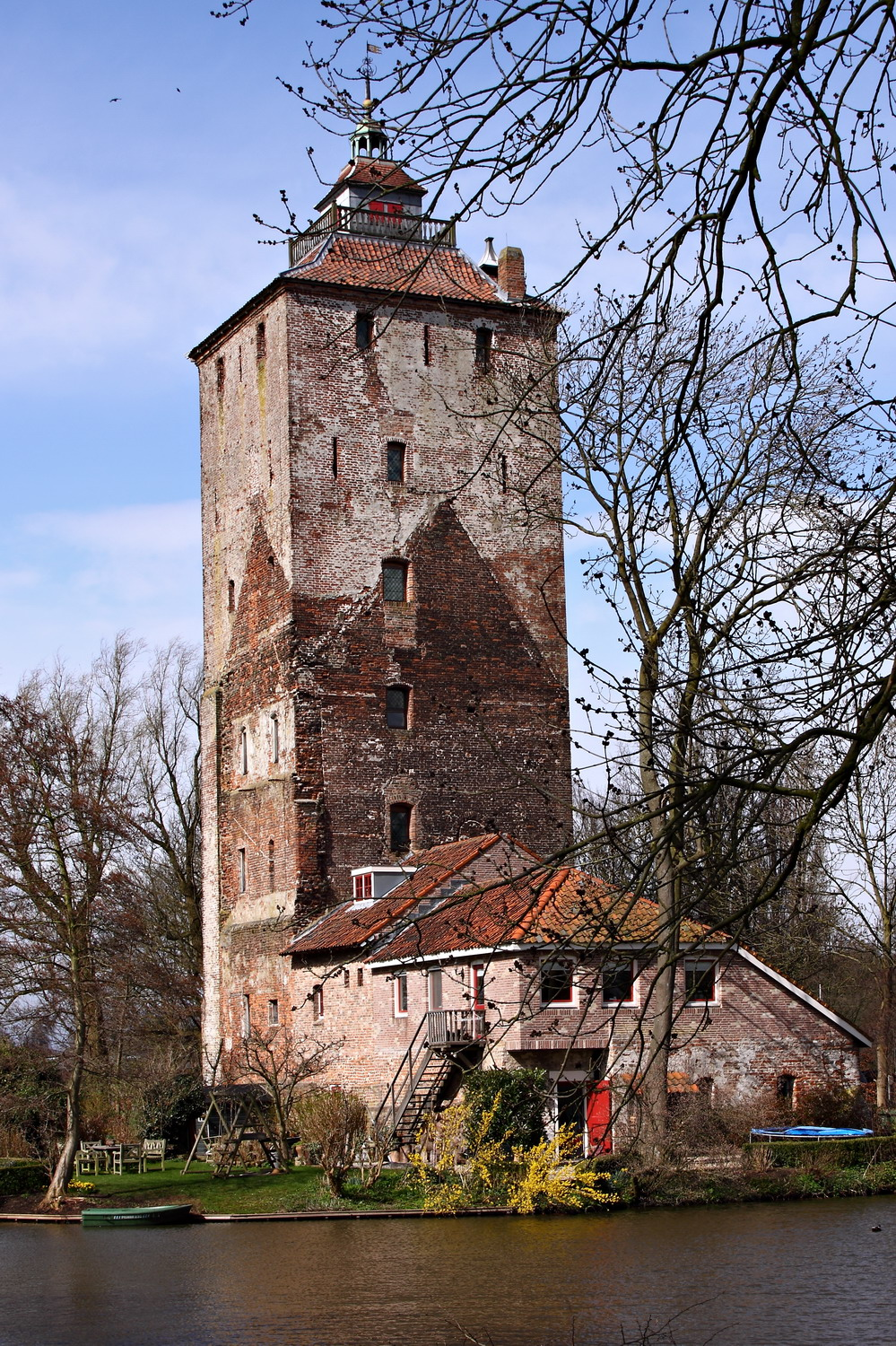
Hamtoren te Vleuten (begin jaren zestig, restauratie)
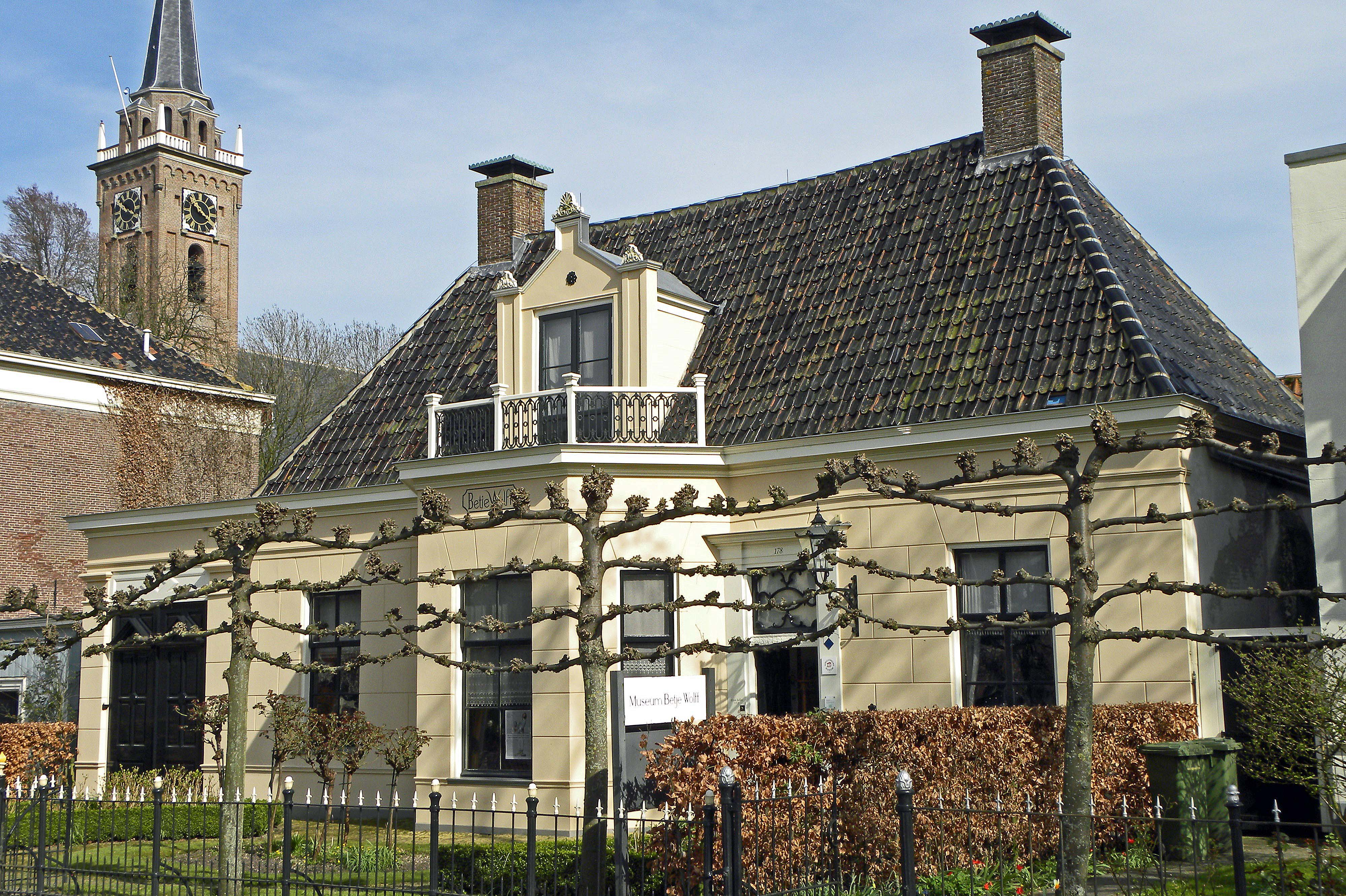
Voormalig woonhuis schrijfster Betje Wolff, Midden Beemster, gerestaureerd door Royers
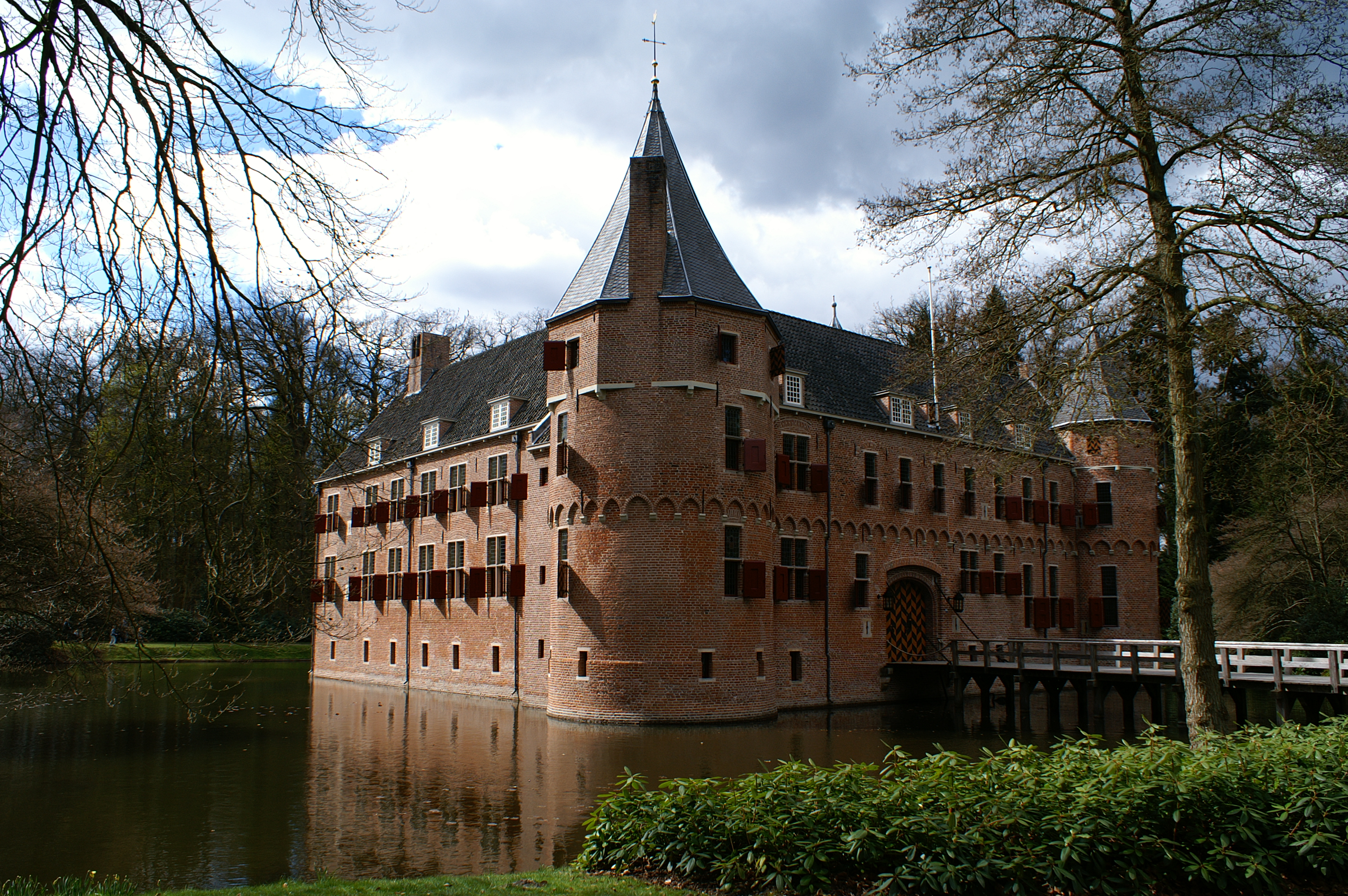
Kasteel Het Oude Loo (v.a. 1968, restauratie)

### Privéleven
Royaards trouwde in 1936 met Rensina ten Holt, dochter van jurist Willem Lodewijk ten Holt. Uit het huwelijk zouden zeven kinderen voorkomen, waaronder Jochem Royaards en Rense Royaards, die beiden in het voetspoor zouden treden van grootvader Willem Royaards. Kees Royaards kwam in 1970 om het leven bij een auto-ongeluk in Beemster in Noord-Holland.
- International Standard Name Identifier: 0000 0003 9832 2587
- Nederlandse Thesaurus van Auteursnamen: 072794321
- RKD-Nederlands Instituut voor Kunstgeschiedenis: 283847
- Virtual International Authority File: 306169629
- WorldCat: E39PBJjt6WMhd4GHqxrtykPG73